# Whenever You Need Somebody (álbum)
Whenever You Need Somebody, es el álbum debut del cantante británico Rick Astley publicado en 16 de noviembre de 1987, por la compañía discográfica RCA Records. Producido por Stock Aitken Waterman. Este álbum fue un éxito tanto en el Reino Unido como en los Estados Unidos. 
Alcanzó la posición número #1 en la lista del Billboard Hot 100. Destacan los temas "Never Gonna Give You Up", "Together Forever", "Whenever You Need Somebody" y "When I Fall in Love".
Este disco ha logrado vender más de 15,2 millones de copias en todo el mundo. Está catalogado como el 136º álbum más vendido en España, y fue el séptimo álbum más vendido de 1987 en el Reino Unido. 
Se lanzó una versión remasterizada que contiene remixes raros y versiones extendidas, fue lanzada en 2010.  
Recientemente, el miércoles 23 de marzo del 2022 se anuncio que estará  a la venta una nueva edición remasterizada como parte del Red Record Store Day, esta en preventa desde ese dia y se vendera el 6 de mayo. 

## Antecedentes
En 1985 conforma un grupo llamado FBI , cuando llamó la atención del productor musical Pete Waterman quien le convenció de mudarse a Londres para trabajar en sus estudios de PWL. Bajo la tutela del trío de productores Stock, Aitken y Waterman, Astley aprendió todo el proceso de grabación en estudio lo que le sirvió como preparación para el lanzamiento de su carrera. Durante mucho tiempo la gente pensó que Rick Astley que salía en los videos se limitaba a hacer doblaje de sus canciones. Su hermano Mark Astley ayudó a refutar estas afirmaciones.

## Sencillos
- El primer sencillo extraído del disco es  "Never Gonna Give You Up", convirtiéndose de inmediato en un éxito mundial. En un inicio se posicionó en el puesto #1 en las listas de singles en el Reino Unido (1987), donde se mantuvo en la cima de la lista durante cinco semanas y fue el single más vendido de ese año. Eventualmente encabezó las listas de éxitos en 25 países, incluidos los Estados Unidos y Alemania Occidental.  La canción ganó el premio al Mejor Sencillo Británico en los Brit Awards de 1988 .
- El segundo sencillo fue  "Whenever You Need Somebody". Se logró vender varios millones de dólares, fue escrito y producido por Stock Aitken Waterman. Alcanzó el puesto número #1 en siete países. Aunque no fue lanzado como single en los Estados Unidos, fue lanzado como el cuarto single en Canadá.

## Lista de canciones
| Whenever You Need Somebody |                                     |                             |          |  |
| N.º                        | Título                              | Escritor(es)                | Duración |  |
| 1.                         | «Never Gonna Give You Up»           | Stock, Aitken & Waterman    | 3:35     |  |
| 2.                         | «Whenever You Need Somebody»        | Stock, Aitken & Waterman    | 3:53     |  |
| 3.                         | «Together Forever»                  | Stock, Aitken & Waterman    | 3:25     |  |
| 4.                         | «It Would Take a Strong Strong Man» | Stock, Aitken & Waterman    | 3:39     |  |
| 5.                         | «The Love Has Gone»                 | Rick Astley, Dick Spatsley  | 4:20     |  |
| 6.                         | «Don't Say Goodbye»                 | Stock, Aitken & Waterman    | 4:11     |  |
| 7.                         | «Slipping Away»                     | Rick Astley                 | 3:52     |  |
| 8.                         | «No More Looking for Love»          | Rick Astley                 | 3:10     |  |
| 9.                         | «You Move Me»                       | Rick Astley                 | 3:40     |  |
| 10.                        | «When I Fall in Love»               | Edward Heyman, Victor Young | 3:00     |  |
| 37:01                      |                                     |                             |          |  |

© MCMLXXXVII. RCA Records Inc.

## Posicionamiento en las listas musicales

### Gráficos semanales
| Gráfico (1987-1988)                              | Posición pico |
| ------------------------------------------------ | ------------- |
| Álbumes australianos ( Informe musical de Kent ) | 1             |
| Álbumes austriacos ( Ö3 Austria )                | 3             |
| Mejores álbumes / CD de Canadá ( RPM )           | 3             |
| Álbumes holandeses ( Top 100 de álbumes )        | 2             |
| Álbumes europeos ( música y medios )             | 1             |
| Álbumes finlandeses ( Suomen virallinen lista )  | 2             |
| Álbumes franceses ( IFOP )                       | 5             |
| Álbumes alemanes ( Top 100 de Offizielle )       | 1             |
| Álbumes de Nueva Zelanda ( RMNZ )                | 3             |
| Álbumes noruegos ( VG-lista )                    | 4             |
| Álbumes en español ( AFYVE )                     | 1             |
| Álbumes suecos ( Sverigetopplistan )             | 2             |
| Álbumes suizos ( Schweizer Hitparade )           | 2             |
| Álbumes del Reino Unido ( OCC )                  | 1             |
| Billboard 200 de EE. UU .                        | 10            |

| Gráfico (1988)                           | Posición |
| ---------------------------------------- | -------- |
| Álbumes australianos ( ARIA )            | 4        |
| Mejores álbumes / CD de Canadá ( RPM )   | 4        |
| Álbumes europeos ( música y medios )     | 5        |
| Álbumes alemanes (Top 100 de Offizielle) | 7        |
| Álbumes austriacos (Ö3 Austria)          | 10       |
| Billboard 200 de EE. UU .                | 15       |
| Álbumes franceses (IFOP)                 | 21       |
| Álbumes suizos (Schweizer Hitparade)     | 30       |
| Álbumes del Reino Unido (OCC)            | 39       |
| Álbumes holandeses (Top 100 de álbumes)  | 74       |

### Gráficos de fin de año
| Gráfico (1987)                | Posición |
| ----------------------------- | -------- |
| Álbumes del Reino Unido (OCC) | 7        |

## Certificaciones
| Región                          | Certificación | Unidades / ventas certificadas |
| ------------------------------- | ------------- | ------------------------------ |
| Australia ( ARIA )              | 3 × platino   | 210.000 ^                      |
| Canadá ( Music Canada )         | 4 × platino   | 400.000 ^                      |
| Finlandia ( Musiikkituottajat ) | Oro           | 25,253                         |
| Francia ( SNEP )                | 2 × oro       | 200.000 *                      |
| Alemania ( BVMI )               | Platino       | 500.000 ^                      |
| Hong Kong ( IFPI Hong Kong)     | Platino       | 20.000 *                       |
| Países Bajos ( NVPI )           | Platino       | 100.000 ^                      |
| Nueva Zelanda ( RMNZ )          | Platino       | 15.000 ^                       |
| España ( PROMUSICAE )           | 3 × platino   | 300.000 ^                      |
| Suecia ( GLF )                  | Oro           | 50.000 ^                       |
| Suiza ( IFPI Suiza)             | Platino       | 50.000 ^                       |
| Reino Unido ( BPI )             | 4 × platino   | 1.200.000 ^                    |
| Estados Unidos ( RIAA )         | 2 × platino   | 2,000,000 ^                    |

## Personal
- Rick Astley - voz
- Mike Stock - teclados
- Matt Aitken - teclados, guitarras
- A. Linn - batería
- Ian Curnow - Programación de Fairlight (todas las pistas) ; teclados (pistas 5, 7)
- Daize Washbourn - teclados, batería (pistas 8, 9)
- Gary Barnacle - saxofón (pista 7)
- Shirley Lewis, Dee Lewis, Mae McKenna , Suzanne Rhatigan - coros

- Stock Aitken Waterman - producción (pistas 1–4, 6, 10)
- Phil Harding - producción, mezcla (pistas 5, 7)
- Ian Curnow - producción (pistas 5, 7)
- Daize Washbourn - producción (pistas 8, 9)
- Mark McGuire - ingeniería (todas las pistas) ; mezcla (pistas 4, 10)
- Phil Harding , Karen Hewitt, Mike Duffy, Jamie Bromfield - ingeniería adicional
- Yoyo, Jonathan King, Peter Day , Boky, Gordon Dennis - asistencia de ingeniería
- Pete Hammond - mezcla (pistas 1-3, 6, 8, 9)